# Dames Vlaanderen

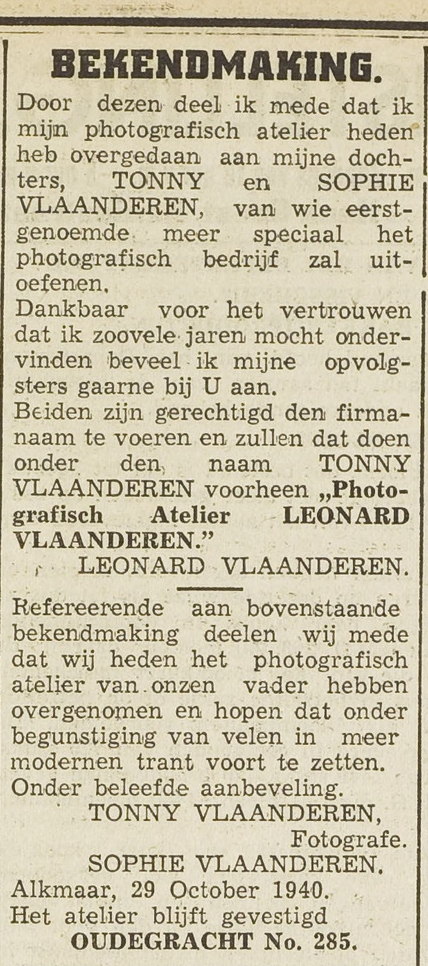
Inzerát zveřejněný v Alkmaarsche Courant 2. listopadu 1940

Alkmaarská portrétní fotografka Tonny Vlaanderen (Alkmaar, 11. prosince 1901 – Alkmaar, 31. července 1993) a její sestra Sophie Vlaanderen (Alkmaar, 2. ledna 1905 – Alkmaar, 22. září 1995) jsou známé jako Dames Vlaanderen (Dámy Vlaanderenovy, česky z Flander). V letech 1939 až 1972 provozovaly společný fotoateliér na adrese Oudegracht v Alkmaaru. Pořizovaly hlavně fotografie obyvatel Alkmaaru a okolí.

## Život a dílo
Tonny již v mladém věku retušovala ve fotoateliéru svého otce Leonarda Vlaanderena (1871–1941). Když v roce 1923 onemocněl, za jeho správu byla odpovědná jeho manželka Guurtje Twisk (1876–1955) a jejich dcery. V roce 1940 předal Leonard Flanders své fotografické studio svým dcerám.
Skleněné desky se používaly vždy, i když profesionální fotografové už dávno přešli na celuloid. Protože Tonny byla velmi talentovaná na retušování portrétů, držela se toho. Ztvárnění mnoha obyvatel a někdy i velkých rodin bylo zdlouhavou záležitostí. Tonny nastavila ve své práci vysoké standardy. Fotografovaní lidé často museli dlouho sedět v nepohodlné poloze. Během války měly sestry spoustu práce s vytvářením pasových fotografií pro povinné průkazy totožnosti a portrétní fotografie německých vojáků. Protože tam často nebyla elektřina, sestry si vytvořily studio s využitím denního světla, něco, co se Tonny naučila od svého otce. Tonny Vlaanderen pracovala ve studiu až do svých 70 let, které bylo uzavřeno v roce 1972.
Sestry zůstaly neprovdané a bezdětné. Měly bratra Jacqua Vlaanderena (1900–1986), zakladatele a majitele fotografického obchodu Flandria v Langestraat v Alkmaaru. Flanderské dámy byly známé jako velmi výstřední a často se objevovaly v médiích, včetně programu De Stoel od Rika Felderhofa z roku 1993. V roce 2013 muzeum Stedelijk Alkmaar věnovalo jejich práci a životu výstavu.

## Výběr fotografií autorek

### Sbírka regionálních archivů Alkmaar
Přibližně 20 000 skleněných negativů vyrobených sestrami Vlaanderenovými bylo převedeno do regionálního archivu Alkmaar. Ve většině případů není jasné, kdo je na fotografiích zobrazen, protože autorky nikdy nevedly záznamy.

## Galerie

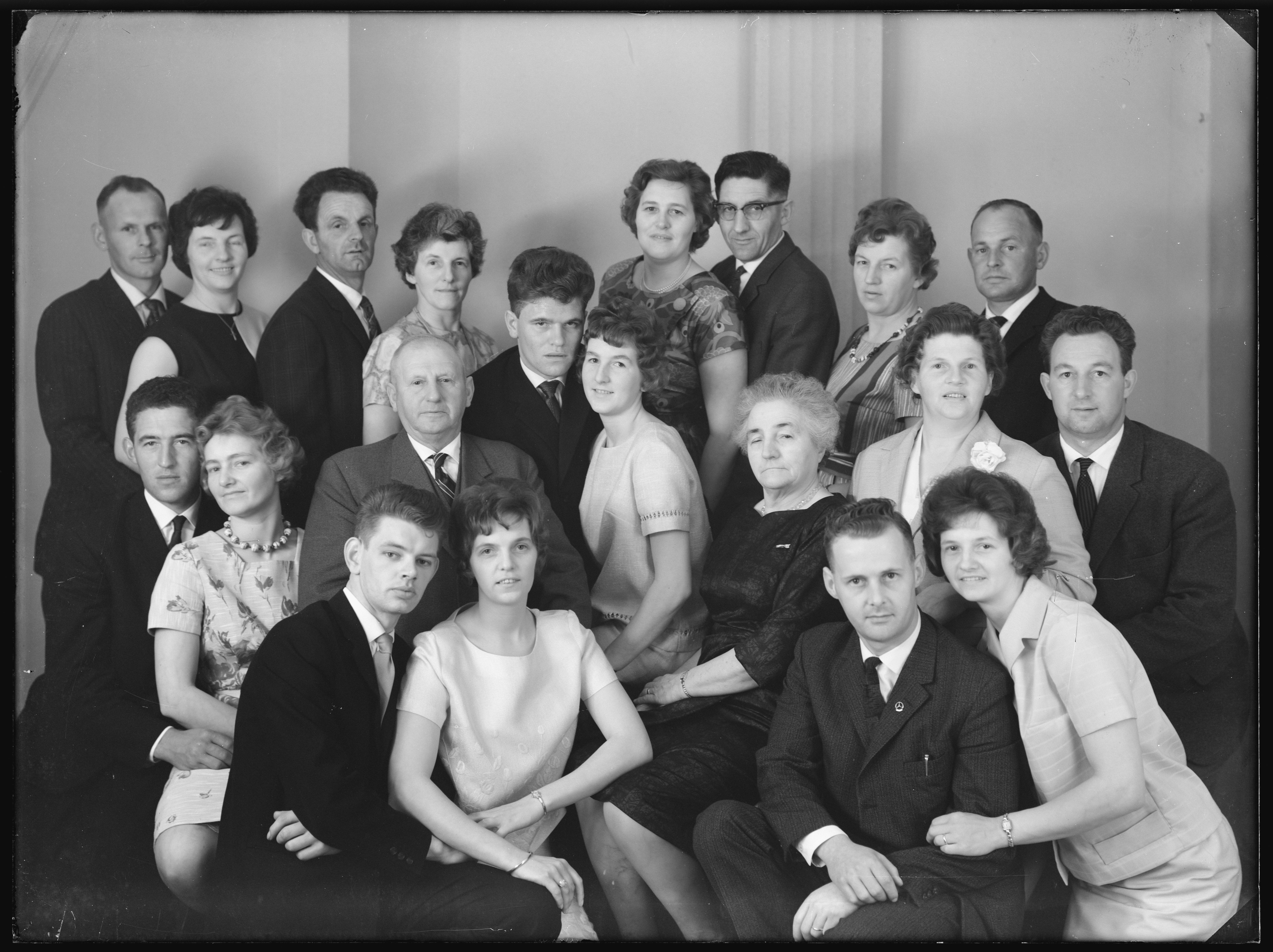
Skupinová fotografie velké rodiny
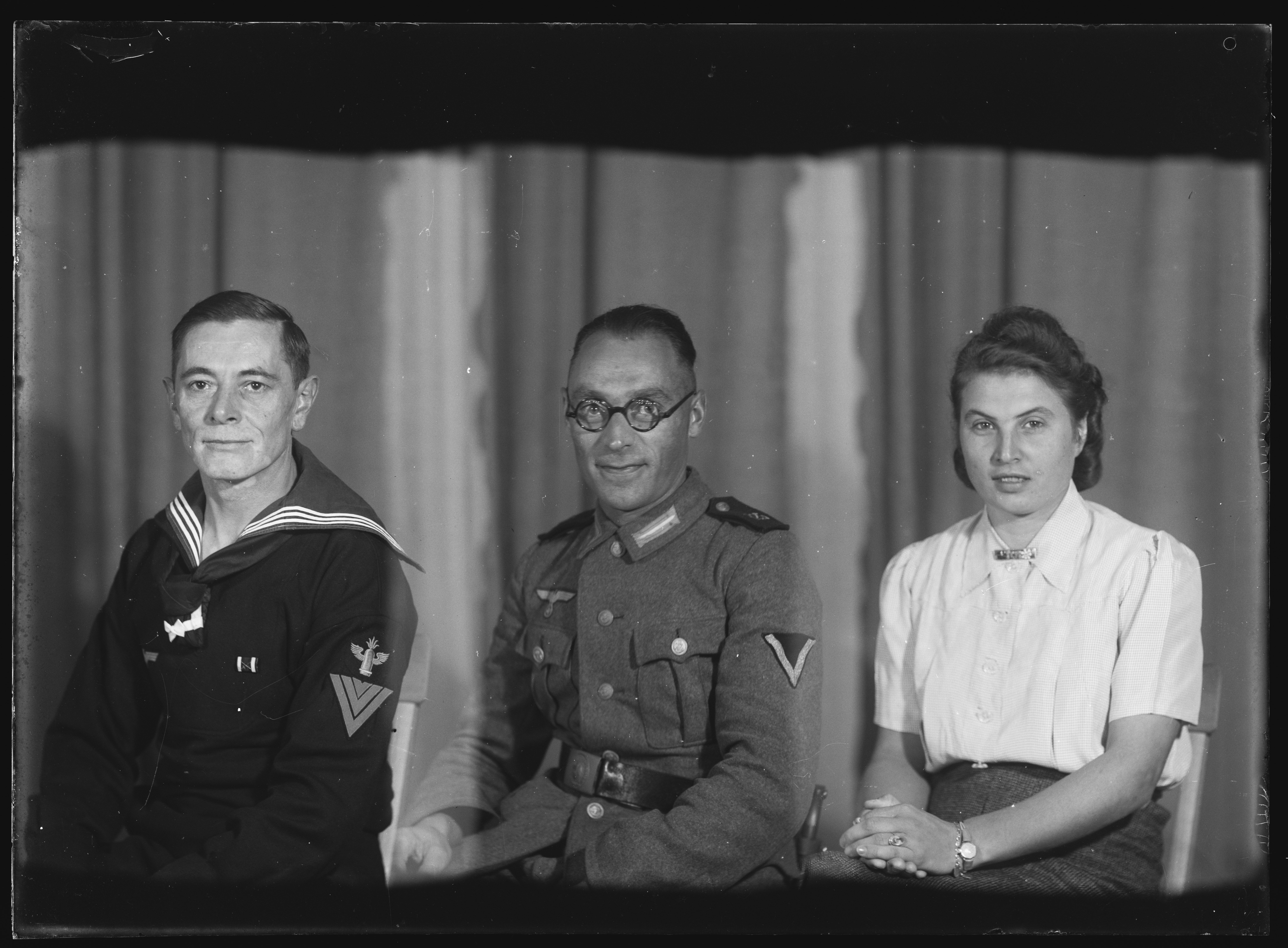
Skupinová fotografie námořníka z německé Kriegsmarine, vojáka Wehrmachtu a ženy.
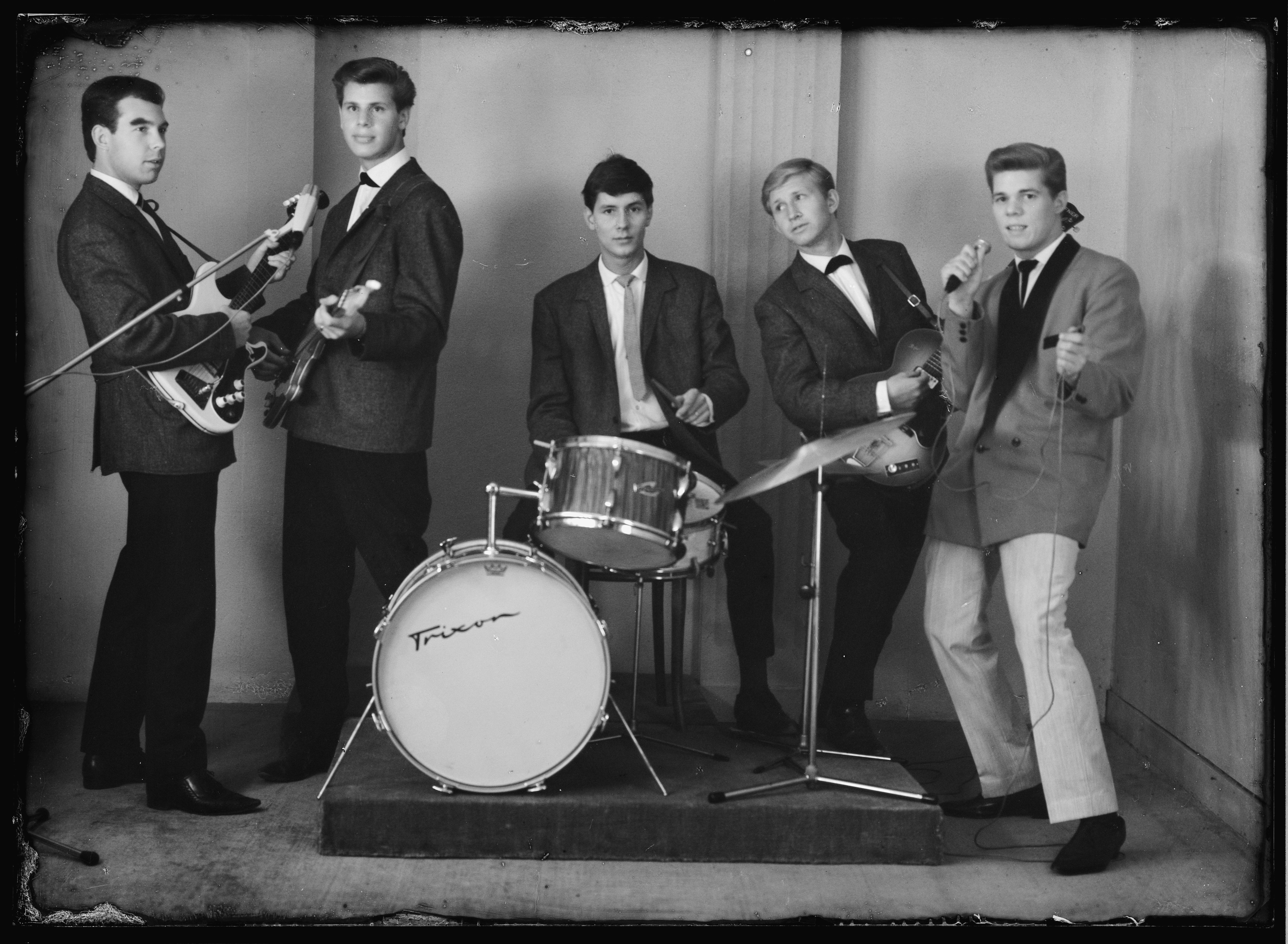
Členové kapely Johnny and his drifting four. Tato skupina byla později pojmenována The Vips. 1962.